# Insurrection du Rupununi
L'insurrection du Rupununi est un conflit armé ayant opposé en 1969 certains habitants de la savane du Rupununi dans la région actuelle de l'Upper Takutu-Upper Essequibo au sud-est du Guyana au gouvernement de ce pays.

## Contexte historique
La région du Rupununi vaste savane situé sur le plateau des Guyanes et peuplée originellement d'amérindiens, principalement Macuxi et Wapinxa a été reconnue et revendiquée par diverses puissances européennes, les portugais installés au Brésil,  les Britanniques depuis la côte caraïbe et les espagnols depuis la capitainerie du Venezuela. La fixation des frontières à partir du milieu du XIXe siècle effectuée à la suite des missions de Robert Hermann Schomburgk donna aux britanniques le contrôle de cette zone qui fut incluse dans la colonie de la Guyane britannique, cependant le Rupununi ainsi que tout l'ouest de l'actuel Guyana connue sous le nom de Guayana Esequiba est encore aujourd'hui réclamée par le Venezuela.
Coupée du reste de la colonie par une forêt tropicale dense cette région connu un développement parallèle. Alors que sur la côte l'économie reposait sur la culture de la canne à sucre et du riz assurée par une nombreuse main d'œuvre tout d'abord composée d'esclaves d'origine africaine puis, à la suite de l'abolition de l'esclavage, d'engagés venus du sous-continent indien, la savane du Rupununi fut colonisée par des éleveurs d'origine écossaise, principalement les Hart et les Melville. Par le jeu des intermariages avec les amérindiens, de la location de terres tribales et de l'embauche de travailleurs indigènes, ils parvinrent à prendre le contrôle de la région et à intégrer les amérindiens dans leur système économique fondé sur l'élevage bovin extensif, les maintenant cependant dans une condition d'infériorité sociale.
Ils tissèrent des liens forts avec leurs collègues fazendeiros du bassin du Rio Branco dans l'actuel Roraima qui pratiquaient le même type d'agriculture qu'eux et allaient souvent vendre leurs bêtes à Boa Vista sur le Rio Branco.
À partir des années cinquante une liaison aérienne fut établie entre Lethem, la localité la plus importante du Rupununi et Georgetown la capitale du Guyana, on installa aussi une usine frigorifique à Lethem. Ce système permit aux grands propriétaires de la savane d'accéder facilement au marché côtier alors qu'auparavant la liaison terrestre prenait des semaines au prix d'importantes pertes de bétail.
Les grands propriétaires rejoignirent massivement à l'approche de l'indépendance le parti procolonialiste United Force qui, à l'indépendance, fit une alliance tactique avec le People's National Congress dominé par les Afro-Guyaniens face au People's Progressive Party des Indo-Guyanais. Très vite le PNC dirigé par Forbes Burnham.

## Déroulement de la crise
Lors du soulèvement, la région était peuplée de 14 200 personnes dont environ 500 Européens. Certains habitants d'origine européenne du Rupununi, inquiets pour leur statut de grands propriétaires et mécontents de voir que le Sud ne faisaient pas l'objet d'investissements de la part de l'État décidèrent de se révolter. Le 2 janvier 1969 l'insurrection éclata à Lethem, le commissariat fut pris par les rebelles au prix de la mort de 4 policiers et un civil. Les notables de Lethem furent enfermés dans l'usine frigorifique et très vite toute la région fut contrôlée par les insurgés. Les radios furent mises hors de service et les pistes des aérodromes, seuls moyens de communications rapides bloqués par des obstacles. La république du Rupununi fut proclamée. La réponse de l'armée guyanienne ne se fit pas attendre, celle-ci forte de seulement 500 hommes organisa une petite opération aéroportée, la piste de l'aérodrome de Manari ayant été dégagée par un missionnaire loyal au gouvernement. De là, les troupes guyanienne prirent le contrôle de toute la région mettant en fuite les rebelles dont beaucoup se réfugièrent au Venezuela et au Brésil. Les ranchs des principales familles impliquées dans la révolte furent incendiées et une vague de répression s'abattit au nord du Rupununi, là où se trouvaient les ranchs des rebelles, causant la mort de plusieurs dizaines d'amérindiens.

## Conséquences
Les cinq policiers tués sont : l'Inspecteur #4412 Whittington Braithwaite; Sergent #4590 James Anderson; Agents #5611, James McKenzie; 5691 William Norton and # 7178 Kendall Michael.
Sept personnes furent acquittées de meurtre dans cette affaire: Ignatius Charlie, 23; Anaclito Alicio, 20; Handel Singh, 28; Francis James, 20; Charles Davis, 20; Damian Phillips, 21; Brenton Singh, 43.
Colin Melville, 22; Aldwyn Singh, 41; and Patrick Melville, 17 devraient être à nouveau jugés, mais l'affaire n'a jamais été rouverte.
Valerie Hart, Dick Hart and Neville Junor les instigateurs du soulèvement n'ont jamais été traduits devant la justice.